# Kernkraftwerk Indian Point
Das stillgelegte Kernkraftwerk Indian Point (englisch Indian Point Energy Center (IPEC)) besteht aus drei Druckwasserreaktoren und liegt in Buchanan (New York) am Hudson River, der für die Trinkwasserversorgung New Yorks wichtig ist, 55 Kilometer nördlich des Zentrums von New York City.

## Reaktoren
Das Kernkraftwerk Indian Point verfügt über drei Blöcke mit Druckwasserreaktoren:
- Indian Point-1, gebaut von ConEdison, war ein 275-Megawatt-Druckwasserreaktor von Babcock & Wilcox.
- Indian Point-2 und -3 sind Westinghouse-Druckwasserreaktoren mit je vier Kreisläufen in ähnlicher Bauweise.

## Geschichte
Die Reaktoren wurden auf einem Grundstück gebaut, auf dem sich ursprünglich der Indian Point Amusement Park befand, der am 14. Oktober 1954 von Consolidated Edison (ConEdison) erworben wurde.
Der Reaktorblock 1 war von 1962 bis 1974 in Betrieb. Die Abschaltung erfolgte 1974, da das Notkühlsystem nicht mehr genehmigungsfähig war, 1976 wurden dann die letzten Brennstäbe entfernt.
Die von Westinghouse gebauten Blöcke 2 und 3 waren ab 1974 bzw. 1976 im kommerziellen Betrieb. Nach einer Anfang 2017 getroffenen Vereinbarung wurde Reaktor 2 am 30. April 2020 abgeschaltet, Reaktor 3 folgte am 30. April 2021.
Das Kernkraftwerk galt seit den Terroranschlägen vom 11. September 2001 als terrorismusgefährdet, da es an Flugrouten von Verkehrsflugzeugen liegt. Nach diesen Anschlägen wurde berechnet, wie resistent das Containment bei einem Flugzeugabsturz bzw. Anschlag wäre. Bei einigen Szenarien erschien der sichere Weiterbetrieb des Kernkraftwerkes gefährdet. Auch wegen zahlreicher betrieblicher Störfälle (siehe nächster Abschnitt) war die Verlängerung der Betriebslizenz ('recertification') auf mehr als 40 Jahre umstritten.
In einem Radius von 80 Kilometern leben 6 Prozent der US-Bevölkerung, fast 20 Millionen Menschen. Das Kernkraftwerk liegt in einem seismisch relativ aktiven Gebiet.
Nach einer Anfang 2017 getroffenen Vereinbarung wurde daher Reaktor 2 am 30. April 2020 abgeschaltet, Reaktor 3 folgte am 30. April 2021.

## Störfälle
Am 6. April 2007 brach ein Feuer in zwei Transformatoren aus. Kleinere Explosionen im nicht-nuklearen Bereich folgten. Niemand wurde verletzt.
Im Mai 2009 wurde bekannt, dass Teile des Ausflusses für das Notkühlsystem durchgerostet waren. Die letzte Inspektion des beschädigten Rohres soll etwa 1973 stattgefunden haben.
Am 10. Mai 2015 brannte im nicht-nuklearen Bereich ein Transformator. Der Brand konnte nach 25 Minuten gelöscht werden, das KKW wurde heruntergefahren. Augenzeugen sprachen von einer Explosion und Rauch, der über die Anlage zog. Angeblich bestand keinerlei Gefahr für die Anwohner.
Im Abklingbecken soll es ein Leck geben, durch das Radioaktivität ins Grundwasser entweicht.
Am 6. Februar 2016 teilte Andrew Cuomo, der Gouverneur des US-Bundesstaats New York, mit, am Kernkraftwerk seien „alarmierend hohe“ Strahlungswerte festgestellt worden; offenbar sei Tritium-kontaminiertes Wasser aus dem Kraftwerk ausgetreten. Im Grundwasser benachbarter Ortschaften wurden bis zu 296 Bq pro Liter gemessen, der Grenzwert liegt bei 0,45 Bq.

## Daten der Reaktorblöcke
Das Kernkraftwerk Indian Point hat insgesamt drei Blöcke:
| Reaktorblock   | Reaktortyp         | Netto- leistung | Brutto- leistung | Baubeginn  | Netzsyn- chronisation | Kommer- zieller Betrieb | Abschal- tung |
| -------------- | ------------------ | --------------- | ---------------- | ---------- | --------------------- | ----------------------- | ------------- |
| Indian Point-1 | Druckwasserreaktor | 257 MW          | 277 MW           | 01.05.1956 | 16.09.1962            | 01.10.1962              | 31.10.1974    |
| Indian Point-2 | Druckwasserreaktor | 1020 MW         | 1062 MW          | 14.10.1966 | 26.06.1973            | 01.08.1974              | 30.04.2020    |
| Indian Point-3 | Druckwasserreaktor | 1025 MW         | 1065 MW          | 13.08.1969 | 27.04.1976            | 30.08.1976              | 30.04.2021    |